# 杨题柱
杨题柱（？—？），清朝政治人物。
杨题柱曾接替程恩溥任娄县知县一职，由陈溥接任。